# Andreas Sander
Pour les articles homonymes, voir Sander.
Andreas Sander, né le 13 juin 1989 à Schwelm, est un skieur alpin allemand, vice-champion de la descente en 2021.

## Biographie

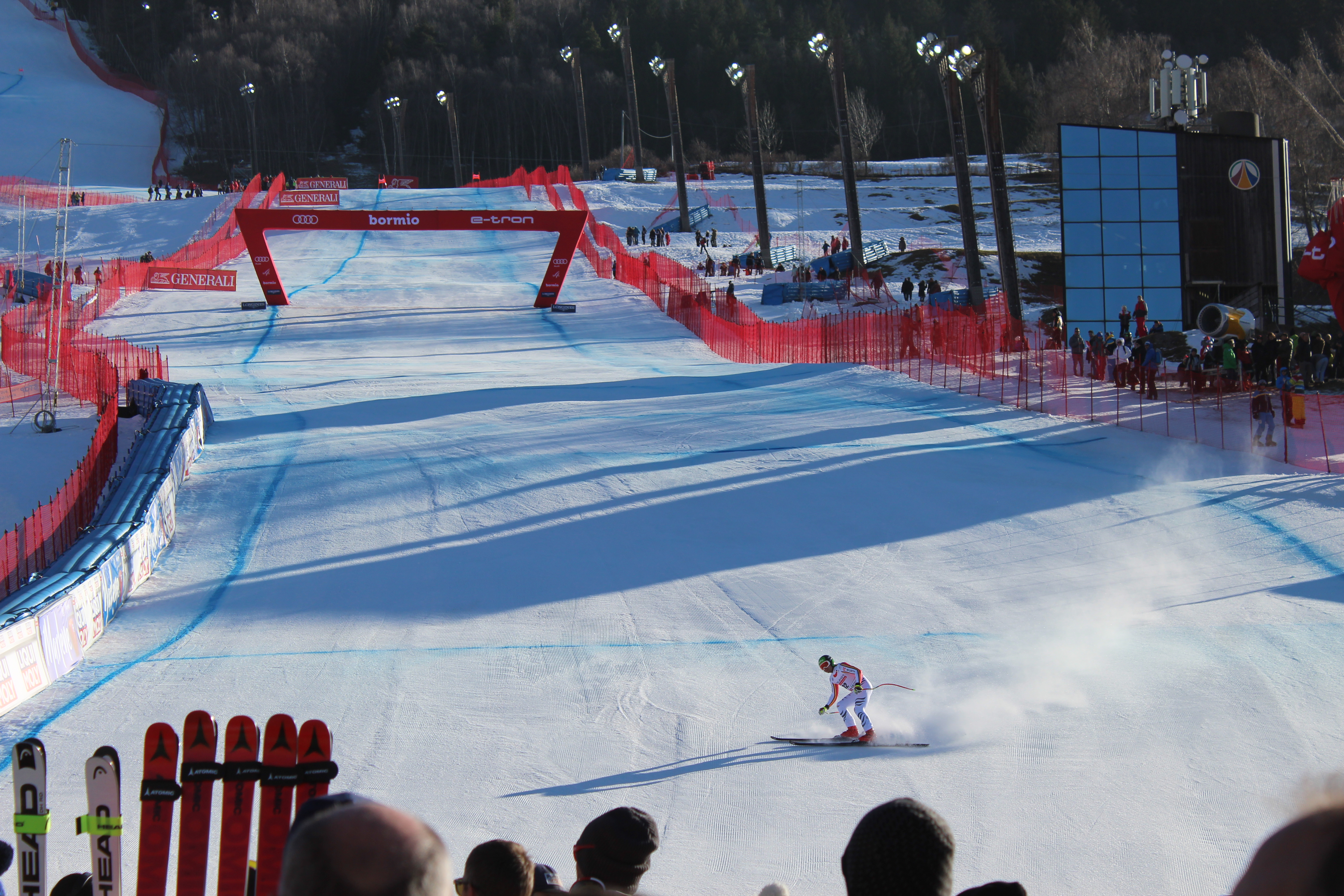
Andreas Sander sul la Piste du Stelvio a Bormio en 2019.

Membre du club SG Ennepetal et actif au haut niveau depuis 2004, il gagne quatre de champion d'Allemagne chez les jeunes en 2006.
Il devient champion du monde junior de super G en 2008 à Formigal. Il fait ses débuts en Coupe du monde à Bormio suivant cette victoire. Il marque des points à partir de la saison 2010-2011, lors de laquelle il prend part à ses premiers championnats du monde, où il se blesse au genou lors de la descente et monte sur ses premiers podiums en Coupe d'Europe.
Sander émerge dans le top dix pour la première fois lors de la saison 2015-2016, l'occupant à six reprises.
Il réalise son meilleur résultat dans la Coupe du monde avec une cinquième place en super G en décembre 2016 à Val Gardena.
Aux Championnats du monde 2017, à Saint-Moritz, il réalise sa meilleure performance en mondial jusque là avec une septième place au super G.
À la suite de deux bons résultats à Kitzbühel, avec deux top dix en descente et super G, il prend part aux Jeux olympiques, à Pyeongchang, où il obtient deux top dix en étant dixième de la descente et huitième du super G.
Lors de la saison 2018-2019, il a du mettre un terme à son hiver en raison d'une rupture au ligament croisé antérieur contractée à Bormio, où malgré tout, il a terminé 14e du super G.
En 2019-2020, il revient à ce niveau de 2018, terminant plusieurs fois dans le top dix, avec comme meilleur résultat septième en super G à Saalbach. L'hiver suivant, il parvient à améliorer son niveau, terminant deux fois cinquième, en super G à Val Gardena, puis à la descente de référence à Kitzbühel. Lors des Championnats du monde à Cortina d'Ampezzo, il est d'abord neuvième du super G, puis réalise le deuxième temps de la descente, à un centième de seconde de Vincent Kriechmayr, pour remporter la médaille d'argent. Il atteint en fin de saison le vingtième rang au classement général de la Coupe du monde, son meilleur bilan en carrière.
En début de saison 2021-2022, il s'approche encore du podium en Coupe du monde avec une quatrième place au super G de Beaver Creek, à seulement trois centièmes du troisième Broderick Thompson. Ensuite, aux Jeux olympiques de Pékin, il égale sa performance sur le super G d'il y a quatre ans avec le huitième rang.

## Palmarès

### Jeux olympiques d'hiver
| Épreuve / Édition   | Descente | Super G | Slalom géant | Slalom | Combiné |
| JO 2018 Pyeongchang | 10e      | 8e      | —            | —      | Abandon |
| JO 2022 Pékin       | 17e      | 8e      | —            | —      | —       |

Légende :
- — : Andreas Sander n'a pas participé à cette épreuve

### Championnats du monde
| Épreuve / Édition                | Descente | Super G | Slalom géant | Slalom | Combiné |
| Mondiaux 2011 Garmisch           | Abandon  | 21e     | -            | -      | -       |
| Mondiaux 2013 Schladming         | -        | -       | -            | -      | -       |
| Mondiaux 2015 Vail-Beaver Creak  | 17e      | 23e     | -            | -      | 23e     |
| Mondiaux 2017 Saint-Moritz       | -        | 7e      | -            | -      | -       |
| Mondiaux 2021 Cortina d'Ampezzo  | Argent   | 9e      | -            | -      | -       |
| Mondiaux 2023 Courchevel-Méribel |          | 9e      |              |        | -       |

### Coupe du monde
- Meilleur classement général : 20e en 2021.
- 2 podiums.

#### Classements détaillés
| Année/Classement | Année/Classement | Général | Général | Descente | Descente | Super G | Super G | Slalom géant | Slalom géant | Slalom | Slalom | Combiné | Combiné |
| ---------------- | ---------------- | ------- | ------- | -------- | -------- | ------- | ------- | ------------ | ------------ | ------ | ------ | ------- | ------- |
| Année/Classement | Année/Classement | Class.  | Points  | Class.   | Points   | Class.  | Points  | Class.       | Points       | Class. | Points | Class.  | Points  |
| 2011             | 2011             | 161e    | 4       | 59e      | 4        | -       | -       | -            | -            | -      | -      | -       | -       |
| 2012             | 2012             | 80e     | 72      | 35e      | 43e      | 46e     | 13      | -            | -            | -      | -      | 32e     | 16      |
| 2013             | 2013             | 120e    | 14      | 49e      | 9        | 52e     | 1       | -            | -            | -      | -      | 29e     | 4       |
| 2015             | 2015             | 93e     | 49      | 37e      | 36       | 43e     | 13      | -            | -            | -      | -      | -       | -       |
| 2016             | 2016             | 31e     | 317     | 25e      | 133      | 15e     | 164     | -            | -            | -      | -      | 25e     | 20      |
| 2017             | 2017             | 37e     | 238     | 18e      | 128      | 16e     | 110     | -            | -            | -      | -      | -       | -       |
| 2018             | 2018             | 31e     | 275     | 16e      | 141      | 13e     | 134     | -            | -            | -      | -      | -       | -       |
| 2019             | 2019             | 93e     | 58      | 47e      | 14       | 24e     | 44      | -            | -            | -      | -      | -       | -       |
| 2020             | 2020             | 37e     | 195     | 30e      | 73       | 13e     | 122     | -            | -            | -      | -      | -       | -       |
| 2021             | 2021             | 20e     | 330     | 10e      | 161      | 6e      | 169     | -            | -            | -      | -      | -       | -       |

### Championnats du monde junior
- Formigal 2008 :
  -  Médaille d'or en super G.

### Coupe d'Europe
- 7e du classement de la descente en 2015.
- 4 podiums, dont 1 victoire en descente.

### Championnats d'Allemagne
- Champion en descente en 2011 et 2012.
- Champion en super G en 2011, 2012, 2014 et 2015.
- Champion du combiné en 2016.